# Peeing Calvin
Peeing Calvin és el nom pel qual es coneix una il·lustració bootleg del personatge protagonista de la sèrie Calvin i Hobbes, on Calvin apareix orinant. Va ser comercialitzada com a enganxina, on el personatge generalment apareix orinant sobre el logotip d'alguna organització rival a la dels creadors o comercialitzadors.
Es tracta d'un símbol partisà que s'utilitza per a mostrar animadversió en una rivalitat, sent utilitzat per primera vegada a Florida. La imatge es tracta d'una modificació d'una vinyeta de la tira còmica publicada el 5 de juny del 1988, i fou utilitzada per part de l'afició de la Universitat de Florida per a fer burla de l'equip rival, Florida State University, des de finals de la dècada del 1980 o principis dels anys 90.
Des del món del futbol americà, el símbol començà a utilitzar-se en altres subcultures, com la del NASCAR. El 1995 es feu famosa una furgoneta amb un vinil del Peeing Calvin orinant sobre les sigles FSU. Durant la dècada del 1990, l'enganxina, amb altres variacions i logotips, es feu famosa arreu dels Estats Units.
Una de les causes de la popularitat del disseny, que fou utilitzat en molt merchandising pirata, es deu al fet que Bill Watterson, creador de la sèrie, estava en contra d'utilitzar el personatge en productes altres que els llibres recopilatoris de la sèrie i calendaris amb tires còmiques impreses. Com a conseqüència, els propietaris dels drets del personatge no ingressaven diners per royalties que podrien haver servit per a perseguir les falsificacions, ni tampoc no tenien incentius per a fer-ho.